# Kniphofia mulanjeana
Kniphofia mulanjeana är en grästrädsväxtart som beskrevs av S.Blackmore. Kniphofia mulanjeana ingår i Fackelliljesläktet som ingår i familjen grästrädsväxter. Inga underarter finns listade i Catalogue of Life.